# En moi (film)
Pour plus de détails, voir Fiche technique et Distribution.
En moi est un court métrage français réalisé par Laetitia Casta, sorti le 19 mai 2016.
Ce premier film de la réalisatrice a été sélectionné notamment pour la clôture de la Semaine de la critique à Cannes en 2016,.

## Synopsis
« D'où vient l'inspiration ? » s'interroge intérieurement le réalisateur anxieux Yvan Attal dans une mise en abyme cinématographique de son imaginaire pour créer.

## Fiche technique
- Titre original : En moi
- Réalisation : Laetitia Casta
- Scénario et dialogues : Laetitia Casta, Maud Ameline[1]
- Image : Benoît Delhomme[3]
- Assistant Réalisateur : Jean-Paul Allègre, Olivier Bizet
- Musique : Koudlam
- Montage : Fabrice Rouaud[1]
- Direction de production : Pauline Seigland assistée de Romain Abadjian
- Régisseur général : Stéphane Avenard. Auxiliaire de Régie : Lysiane Hellot
- Coloriste : Rémy de Vlieger
- Image numérique : Christophe Hustache-Marmon. Assistant opérateur: Ian Hurtado
- Son : Guillaume Le Braz[1], Nicolas Moreau[1], Jean-Pierre Laforce[1], Régis Boussin
- Décors : Pauline Reichenbach[1], Stanislas de Lardemelle
- Costume designer : Anaïs Guglielmetti, Clara Rene
- Société de production : Allarosa Production
- Sociétés de coproduction : Films Grand Huit
- Pays d’origine :  France
- Langue originale : français
- Format : couleur
- Genre : drame, court métrage
- Durée : 26 minutes[1]
- Date de sortie :
  - Cannes : 19 mai 2016, première mondiale.
  - Cinémathèque française : 3 juin 2016[4].

## Distribution
- Yvan Attal : le metteur en scène
- Lara Stone[1] : la femme
- Arthur Igual[1] : l'assistant
- Mathilde Bisson[1] : la comédienne
- Jérémie Bélingard[1] : l'amant
- Akaji Maro[1] 『麿赤兒』 : l'homme de service
- Nassim Amaouche[5] : le chauffeur

## Bande originale
Koudlam signe la musique originale du film.

## Production
En moi est produit par Allarosa Production dont la gérante est Laetitia Casta elle-même.
Le film est coproduit par Lionel Massol et Pauline Seigland de Films Grand Huit.
Selon le magazine Stiletto de Laurence Benaïm, la maison Cointreau est mécène du film.

### Tournage

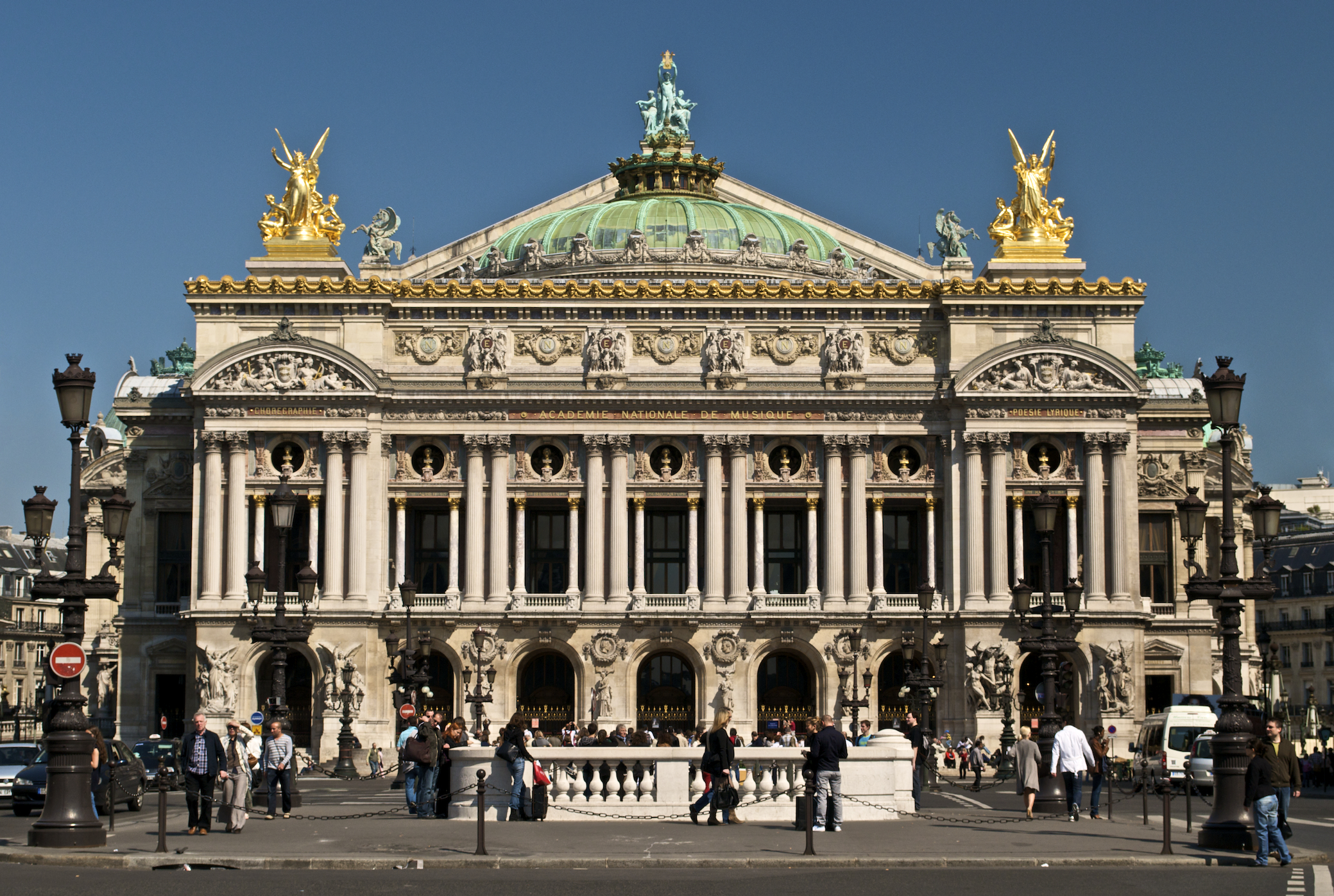
L'Opéra Garnier est le lieu de tournage.

Le tournage s'est déroulé à partir du 23 août 2015 à l'Opéra de Paris.

### Aspect visuel
Interviewée lors du 28e Festival Premiers Plans d'Angers sur son premier film En moi en post-production, Laetitia Casta en a souligné la dimension sensorielle.

## Distinctions
- Cannes 2016 : sélectionné hors compétition pour le film de clôture à la 55e édition de la Semaine de la critique[1].